# 10.000 Watts of Artificial Pleasures EP
10.000 Watts of Artificial Pleasures EP – debiutancki album zespołu Dope Stars Inc.

## Lista utworów
1. „10.000 Watts of Artificial Pleasures” – 4:20
2. „Plug 'N' Die” – 6:22
3. „Infection 13” – 3:30
4. „Self Destructive Corp.” – 4:15
5. „Shock to the System” (Billy Idol Cover) – 3:44
6. „Generation Plastic” – 4:53